# Anthidium senile
Anthidium senile là một loài Hymenoptera trong họ Megachilidae. Loài này được Eversmann mô tả khoa học năm 1852.